# Nashia
Nashia es un género de plantas con flores perteneciente a la familia  (Verbenaceae).
Es nativo del Caribe.

## Especies
- Nashia armata (Urb.) Moldenke
- Nashia cayensis Britton
- Nashia inaguensis Millsp.
- Nashia myrtifolia (Griseb.) Moldenke
- Nashia nipensis (Urb.) Moldenke
- Nashia spinifera (Urb.) Moldenke
- Nashia variifolia (Urb.) Moldenke